# 電撃ナース
『電撃ナース』（でんげきナース）は、1992年9月22日にカクテル・ソフトから発売された美少女アドベンチャーゲームである。
全編を通して数多くのパロディを満載したコメディ作品となっており、パッケージに同梱された公式ガイドブックでは、パロディ元が漫画やアニメをはじめホラー映画やF1まで多岐に渡ることが紹介されている。また、アニメ化を意識した作風となっており、オープニングや変身シーンでアニメーションするほか、全5話から構成されるストーリーの合間にはテレビアニメ風のアイキャッチが挿入される。

## 開発
1991年に沙織事件で摘発された有限会社キララ（事件後まもなくアイデスと改称したうえ、後年にはエフアンドシー株式会社と改称。）は過激な性描写を自粛し、ストーリー性を重視した作品を発表するなど様々な方向性を模索していた。そのような状況下で、本作は性描写がない全年齢対象のギャグアドベンチャーゲームとして開発され、発売された。

## ゲームシステム
本作はストーリーを読み進めるアドベンチャーシーンと、敵の刺客と戦うバトルシーンとで構成される。
アドベンチャーシーンは「THINK」「LOOK」「TALK」「ACTION」「MOVE」からのコマンド選択式で、主人公である電波たんちの視点で進行する。ストーリーの分岐は無いが、進行と関係のないコマンドを選ぶことで見られる隠し要素も用意されている。
バトルシーンは「電撃コンバット」と称されるターン制のコマンド選択型戦闘で、ヒロインである稲妻きらら（電撃ナース）を操作する。攻撃を行う「ATTACK」、回復や補助を行う「DRUG」、プラズマ波をチャージする「POWER」から選択する。プラズマ波をチャージすることで通常技の性能を上げたり、必殺技のプラズマフラッシュを使ったりすることができるようになる。「ATTACK」によって相手の体力をゼロにすると、勝利となる。その際、プラズマフラッシュで止めを刺すと、相手の衣服を吹き飛ばせる。
ゲームを1回以上クリアすると、スタッフの開発秘話などが閲覧できるようになる。さらに、ゲーム中に「きららの部屋の鍵」というアイテムを取得すると、CGやBGMを閲覧できるメニューが解禁される。

## あらすじ
私立電天堂大学付属病院に勤務する青年医師電波たんちは、院長である秋葉原博士と空気中のプラズマ波を集積する実験を行なっていた。秋葉原博士によると、この研究は医療技術を使って悪事を働く世界的犯罪組織「黒十字団」と戦うために行っているという。
20年近く前、この病院に稲妻太郎という医師と、その妻である光子という看護婦がいた。ふたりの間にはきららという娘も誕生し幸せな家庭を築いていたが、ある時から光子は黒十字団に付け狙われるようになってしまう。光子は空気中に浮遊するプラズマ波を体内に蓄積し、電撃として放射できるという「超電磁体質」の持ち主だったのだ。黒十字団は彼女のその力を世界征服の野望に利用しようとしたのである。多額の契約金を用意して入団を迫っても目もくれない光子に、黒十字団の嫌がらせは日々度を増していく。やがていたたまれなくなった光子は家族の前から姿を消した。不幸は続き、光子を失い前後の見境が付かなくなった太郎は、単身で黒十字団に乗り込んでしまい、そこで殺されてしまう。娘のきららも行方知れずとなり、一家は散り散りになった。秋葉原博士は、いつか光子が帰ってきた時に黒十字団に復讐できるよう、超電磁体質をパワーアップさせる研究を行っていたのだ。
そんな最中、汚職疑惑から逃げて仮病で入院していた外務大臣が、黒十字団の刺客に命を狙われる。たんちは偶然にして暗殺を阻止するが、なんとその刺客の正体は行方不明になっていたきららだった。きららは物心つく前に親の仇である黒十字団に誘拐され、その事実を知らぬまま戦闘員にさせられていたのである。秋葉原博士から真実を聞いたきららは黒十字団への復讐を誓う。やがて、きららも光子と同じ超電磁体質を持っていることが発覚。太郎の残したプラズマ波集積回路図と秋葉原博士の長年の研究成果を組み合わせることで、きららは正義の看護婦「電撃ナース」に変身できるようになった。しかし、きららの裏切りを察した黒十字団も裏切者を抹殺すべく、次々に強力な刺客を送り込んでくるのであった。

## 登場人物
電波 たんち（でんぱ たんち）
本作の主人公。電天堂大学付属病院に勤務する内科小児科担当の青年医師。スケベで適当な性格であるが、人情には厚い。横浜の走り屋だった過去がある。
稲妻 きらら / 電撃ナース（いなづま きらら / でんげきナース）
本作のヒロイン。19歳。幼少期に親の仇である黒十字団に捕らえられ、医療知識を持ち合わせた戦士「コマンドナース」となるべく英才教育を受けていた。コマンドナース0074としての活動中に、電波たんちと出会う。黒十字団を脱出した後は、電天堂大学付属病院に看護婦として勤務するようになった。母である光子から超電磁体質を受け継いでおり、超小型プラズマ集積装置を使って電撃ナースに変身できる。
秋葉原博士（あきはばらはかせ）
電天堂大学付属病院の院長。脳外科と電子工学の権威。電撃ナースの武器やアイテムを開発している。
クロコダイルナース
通称クロコ。電天堂大学付属病院の看護婦。ワニの被り物に身を包むという奇抜な格好をしている謎の存在。
稲妻 太郎（いなづま たろう）
稲妻きららの父。故人。脳外科医としても電子工学者としても将来を嘱望されていたが、黒十字団に殺害されてしまった。しかし、太郎の残したプラズマ波集積回路図が、正義の看護婦「電撃ナース」を誕生させることとなる。
光子（みつこ）
稲妻きららの母。正体を隠したまま、きらら達を陰からサポートする。超電磁体質の持ち主で、娘のきららと同様、電撃ナースに変身することができる。
ブラックナース
黒十字団の婦長。コマンドナースを使い、要人の暗殺や賭博の八百長といった犯罪を行う。FM TOWNS版のオマケシナリオでは、宇宙人の襲来に際して稲妻きららと共闘する。

## 開発

### スタッフ
- 企画・原案 - 電撃プロジェクト
- プロデューサー - 田所広成
- シナリオ・ゲームデザイン - 葛西みなみ[注 3]
- システム監修 - 岡地常義
- 作画監督・キャラクターデザイン - 亜久都まお
- PC-9801版メインプログラム - 中谷由司
- FM-TOWNS版メインプログラム - ペペ藤岡
- 戦闘・SAD[注 4]プログラム - 佳邦
- CGエディター - 末武潤二、松本規之
- 音楽監修 - 亜希羅（有限会社MUSE）

## 音楽
本作には主題歌があり、ゲーム中には演出としてBGMが流れる。作曲はいずれも有限会社MUSEが手掛けている。
PC-9800版には主題歌が収録された音楽CDが付属したが、これは当時の美少女ゲームとしては画期的な試みであった。プロデューサーの田所広成は自伝で「他に主題歌やってたとこあるかな？ 『電撃ナース』が最初じゃねえのかな？」と述懐しており、当時の各パソコンゲーム雑誌にも「シングルCDをソフトに同封しちゃうというからスゴイぞ！」「速報!! 歌入8cmCDが出るゾ！」といった記載が見受けられる。

### 主題歌
オープニングテーマ「恋のプラズマ100%」
作詞 - 葛西みなみ / 作曲 - 金森直幹 / 歌 - CHIKA / 演奏 - 亜希羅組
ゲーム起動時のオープニングアニメーションで流れる。公式ガイドブックには、ザ・ベンチャーズ風味のエレキサウンドをコンセプトにしたことが記されている。

## 反響

### 売り上げと人気
本作の売り上げと人気について、田所は「売上げという結果が残せなかった『電撃ナース』だが、熱狂的なファンがたくさんあらわれた。」と振り返っている。1994年7月29日に発売された『電撃ナース2 モアセクシー』に同梱された公式ガイドブックでは、ユーザーから続編を希望するハガキが大量に届いたことが制作決定につながったと明かされている。

### 批評
パソコンゲーム雑誌『テクノポリス』の「レモンちっくWORLD」、および『パソコンパラダイス』の「怒濤の新作ソフトオールカタログ」での評価は、下記の通りとなっている。シナリオやキャラクタ性、サウンドが高く評価された一方、性描写を抑えていることから、アダルトゲームとしての評価は低くなっている。『テクノポリス』では「アニメが好きな人にウケそうなゲーム」「行き詰まることもないから手軽にできる」と評価されている一方、「電撃コンバットがちょっと時間がかかるかも」といった問題点も指摘されている。
| 部門名       | テクノポリス | パソコンパラダイス |
| ------------ | ------------ | ------------------ |
| 総合         | 部門なし     | 5点 / 5点          |
| シナリオ     | 部門なし     | 5点 / 5点          |
| キャラクタ性 | 5点 / 5点    | 部門なし           |
| サウンド     | 部門なし     | 5点 / 5点          |
| グラフィック | 3点 / 5点    | 4点 / 5点          |
| ゲーム性     | 4点 / 5点    | 部門なし           |
| 操作         | 部門なし     | 4点 / 5点          |
| エッチ度     | 2点 / 5点    | 3点 / 5点          |

## 関連商品

### アンソロジーコミック
カクテルソフト・アンソロジーコミック　MiXしぇいく
ワコー出版より発売。本作のイラスト1点と読み切り漫画が3本掲載されている。
1995年6月10日初版発行、ISBN 4-948732-21-4
- 電撃ナース・イラスト（はらほれひろはら）
- スーパー電撃コンバットDXII（高崎史生）
- インフルエンザ危機一髪（天野鬼丸）
- きらら・ぷにゅぷにゅ・パープーホルモン（きのした昭司）